# Резолюція Ради Безпеки ООН 297
Резолюція Ради Безпеки ООН 297 — резолюція, прийнята 15 вересня 1971 року, яка рекомендувала Генеральній асамблеї ООН прийняти Катар у члени ООН.
Резолюція була прийнята 15 голосами з 15.
Катар отримав статус незалежної держави 1 вересня 1971 року. Катар офіційно визнали більшість країн світу, в тому числі і СРСР (8 вересня 1971 року), був укладений новий договір з Великою Британією про дружбу, в якому йшлося про збереження традиційних зв'язків між двома країнами. Тому не існувало ніякої протидії вступу Катару в члени ООН.